# Neoseiulus californicus
Neoseiulus californicus är en spindeldjursart som först beskrevs av McGregor 1954.  Neoseiulus californicus ingår i släktet Neoseiulus och familjen Phytoseiidae. Inga underarter finns listade i Catalogue of Life.